# Johann Ignaz Stranensky
Johann Ignaz Stranensky, également  Straninsky, (né vers 1760), était un compositeur, chef d'orchestre et clarinettiste suédois.
On sait peu de choses sur le compositeur Stranensky. Il a été chef d'orchestre du régiment suédois des live-garde de 1792 à 1805. Il a également travaillé comme clarinettiste à temps plein à la Kungliga Hovkapellet de 1789 à 1805. Sa première apparition en tant que clarinettiste a eu lieu en 1790 dans un quintette à vent. Comme beaucoup d'autres instrumentistes au XVIIIe siècle, il jouait de plusieurs instruments, ce qui le rendait plus utile pour jouer à la chapelle de la cour. Lors d'un concert donné le 2 février 1792, il joua d'un harmonica de verre qu'il avait acheté à Prague avec accompagnement de cor. On ne sait pas s'il s'agissait de sa propre composition.
En 1794, il se produisit avec un instrument nouvellement inventé par le facteur Heinrich Grenser, la clarinette basse en forme de basson.
En 1808, il écrit une Marche à  Ernst von Vegesack,. En outre, il a écrit un double concerto pour clarinette et basson qui a été joué en 1794 à Stockholm, en Suède, avec le compositeur entre autres. On connaît également de ce compositeur une partita en fa, pour octuor à vent (2 hautbois, 2 clarinettes, 2 bassons et 2 cors). Pour la même instrumentation, il existe des symphonies en mi bémol majeur en quatre mouvements.

## Stranensky et la clarinette basse d'Heinrich Grenser
Stranensky s'est produit avec la « nouvelle » clarinette basse à huit clefs en forme de basson (ou clarinette-basson) d'Heinrich Grenser en jouant trois œuvres dans le programme du 16 février 1794. La première œuvre était Romance avec rondo à la Polonaise pour clarinette-basson; la deuxième, Quintette avec deux flûtes, deux cors, et clarinette-basson; et la troisième, Terzette tirée de l'opéra Zémire et Azor (1772) d'André Grétry arrangé pour deux cors et clarinette-basson. Ces œuvres n'ont pas été retrouvées.
La Gazette de Stockholm, Dagligt Allehanda, annonçait que la clarinette-basson avait été envoyée de Dresde par le duc Carl d'Östergötland pour être joué par Stranensky. Patrick Vretblad déduit que la clarinette-basson était une clarinette basse ; le nom suggère sans doute une clarinette basse en forme de basson, sachant qu'une clarinette basse avait été construit à Dresde l’année précédente par Heinrich Grenser. Les parties de la clarinette basse de sa Polonaise et de son Quintette montrent la manière d’écrire idiomatique et classique de Stranensky. Après cette prestation, il ne joua plus sur la clarinette-basson à Stockholm et en 1800 il dirigea les musiciens de la cour pendant une tournée de concerts au Vauxhall qui comprenaient ses œuvres et de la musique de danse.

## Œuvres
- Quintette pour instruments à vent (1792),
- Double concerto pour clarinette et basson (1794),
- Adagio pour harmonica de verre,
- Andante (avec variations) pour harmonica de verre,
- Phantasie chromatique pour harmonica de verre,
- Polonoise [sic] pour harmonica de verre,
- Romanza (pour harmonica de verre),
- Scherzo (pour harmonica de verre),
- Fyra Concertpolonaiser Componerade pour Hans Kongl. Maj:t (pour harmonica de verre)
- Andante avec variations pour orchestre d'harmonie
- Andante et marche pour orchestre militaire
- Nouvelle marche pour orchestre d'harmonie
- Polonoise [sic]
- Polonoise [sic] pour instruments  à  vent avec posthorn obligé
- (Nouvelle) polonoise [sic] (pour orchestre d'harmonie)
- Serenata (pour Harmoniemusik)
- Orage pour posthorn obligé avec orchestre
- Partie obligé pour instrument à vent
- Secreta [sic] pour posthorn obligé
- Quintette de cuivre en mi bémol  majeur
- Tapto en do majeur (pour violon ou flûte ?)
- Quadrille (pour orchestre)
- Concerto en fa majeur
- [Marche à Ernst von Vegesack (marche d'honneur de la marine)]